# 鄭志達
鄭志達（1970年-），澳門音樂人，澳門樂隊創辦人，樂隊音樂總監。澳門創作人，澳門電台（兼職）音樂節目主持，前綠邨電台音樂節目主持。

## 任職公司
（1990年-1995年、2005年至今）澳門電台
（1995年-2000年）綠邨電台
（2000年-2003年）時裝設計公司（名字不詳）
（2003年-2005年）藝術公司 （名字不詳）
（2007年至今）澳門本地著名樂隊 L.A.V.Y.
（2008年至今）現場音樂協會（LMA）
（2015年-2019年）電影公司（音樂劇製作）

## 節目主持（代表作）
澳門電台
（2005年-2020年）男士Live
（2020年至今）星期天搖擺
（2021年至今）晚晚音樂+

## 簡歷
鄭志達，1990年大學設計、音樂係畢業、1990年加入澳門電台擔任兼職音樂節目主持，1995年離開澳門電台加入綠邨電台擔任全職音樂節目主持，2000年離職綠邨電台，加入時裝公司擔任時裝設計師，2003年離職時裝公司，加入藝術公司擔任藝術設計員，2005年重返澳門電台擔任全職澳門電台全職音樂節目主持，2010年再次轉為兼職音樂節目主持至今，同年創辦澳門一個樂壇及樂隊（名字不詳），先後擔任歌曲演唱、填詞，2015年加入電影公司擔任音樂劇配樂及監製直至2019年。